# Trehörningsjö församling
Trehörningsjö församling var en församling i Arnäs pastorat i Örnsköldsviks kontrakt i Härnösands stift. Församlingen låg i Örnsköldsviks kommun i Västernorrlands län (Ångermanland). Församlingen uppgick 1 januari 2014 i Gideå-Trehörningsjö församling.
Församlingskyrka var Trehörningsjö kyrka.

## Administrativ historik
Församlingen har sitt ursprung i ett kapellag inom Gideå församling. Trehörningsjö kyrka stod färdig 1836. Frågan om anställande av en kapellpredikant väcktes 1856. Detta förslags avslogs av kungliga brevet den 6 februari 1857 men kort därefter ändrades beslutet och det bestämdes att Trehörningsjö skulle få en kapellpredikant. Något år senare anslog riksdagen 1859–1860 en summa av 4 500 riksdaler till inköpet av ett boställe för denne. Anslag till köpet för bostället åt kapellpredikanten beviljades genom kungligt brev den 29 december 1860 och 1865 ansågs Trehörningsjö kapellförsamling som färdigbildad av landshövdingen i Västernorrlands län. Statistiska centralbyrån angav att Trehörningsjö bildade en från Gideå skild församling sedan år 1865, och kallar Trehörningsjö för ett annex. Skatteverket anger årtalet för församlingens bildande som 1872, också som en annexförsamling.
Den första kapellpredikanten i Trehörningsjö, Carl Gustaf Hammar, utnämndes med omedelbar verkan den 22 augusti 1864. Kapellpredikanten var också skollärare fram till domkapitlet i Härnösands stifts beslut den 15 december 1897, då de två tjänsterna skildes åt.
Församlingen uppgick 1 januari 2014 i Gideå-Trehörningsjö församling.

### Pastorat
- 1865 till 1 maj 1922: annexförsamling (även kallad kapellförsamling 1865 till tidigast 1910)[6] i pastoratet Gideå och Trehörningsjö.[5]
- 1 maj 1922 (enligt beslut den 25 november 1921) till 1 januari 1962: eget pastorat.[9]
- 1 januari 1962 till 2002: annexförsamling i pastoratet Gideå och Trehörningsjö.
- 2002 till 2014: annexförsamling i pastoratet Arnäs, Gideå och Trehörningsjö.[10]

## Areal
Trehörningsjö församling omfattade den 1 januari 1976 en areal av 318,5 kvadratkilometer, varav 287,6 kvadratkilometer land.

## Kapellpredikanter
| Ämbetstid | Namn                   | Levnadstid | Övrigt                                                                         |
| --------- | ---------------------- | ---------- | ------------------------------------------------------------------------------ |
| 1864–1871 | Carl Gustaf Hammargren | 1815–1893  | 1868-1871 tillförordnad pastor i Gideå. Senare kyrkoherde i Sävare församling. |
| 1876–1897 | Olof Lindblom          | 1821–1897  | Vice kapellpredikant 1874, var tjänstledig i några år före sin död.            |
| 1900–1910 | Johan Gustaf Bäckman   | 1866–      | Senare komminister i Härnösands församling.                                    |